# Imago Mortis
Imago Mortis es una película de 2009 dirigida por Stefano Bessoni que se centra en la técnica fotográfica de ficción llamada tanatografía (consistía en la captura de la última imagen retenida en los ojos de la persona que muere) y se basa en la realidad anatómica de experimentos realizados por el investigador Athanasius Kircher (1602-1680).
La película es una coproducción internacional con la participación de Italia, España e Irlanda, mediante el apoyo del Ministerio italiano por el bien y la actividad Cultural y ha sido grabada en los Lumiq Studios en Turín.
- Datos: Q3796570